# Sainte-Cécile-de-Milton
Pour les articles homonymes, voir Sainte-Cécile, Sainte Cécile, Cécile et Milton.
Sainte-Cécile-de-Milton [sɛ̃t sesil də miltən] est une municipalité dans la municipalité régionale de comté de La Haute-Yamaska au Québec (Canada), située dans la région administrative de l'Estrie. Elle est nommée en l'honneur de Cécile de Rome.

## Histoire
Le 4 avril 2009, celle-ci changea son statut de municipalité de canton pour celui de municipalité.

## Démographie
| 1991  | 1996  | 2001  | 2006  | 2011  | 2016  | 2021  |
| ----- | ----- | ----- | ----- | ----- | ----- | ----- |
| 1 747 | 1 889 | 1 961 | 2 024 | 2 128 | 2 160 | 2 195 |

## Administration
Les élections municipales se font en bloc pour le maire et les six conseillers.
| Sainte-Cécile-de-Milton Maires depuis 2001                                                                           |                   |         |          |
| Élection | Maire             | Qualité | Résultat |
| 2001 | Gilles Martin     |         | Voir     |
| 2005 | Paul Sarrazin     |         | Voir     |
| 2009 | Sylvain Beaudoin  |         | Voir     |
| 2013 | Paul Sarrazin (2) |         | Voir     |
| 2017 | Paul Sarrazin (2) | Voir    |          |
| 2021 | Paul Sarrazin (2) | Voir    |          |
| Élection partielle en italique Depuis 2005, les élections sont simultanées dans toutes les municipalités québécoises |                   |         |          |